# Juan Miranda (baseball)
Pour les articles homonymes, voir Juan Miranda et Miranda.
Juan Miguel Miranda (né le 25 avril 1983 à Consolación del Sur, Pinar del Río, Cuba) est un joueur de baseball qui a évolué à la position de premier but avec les Yankees de New York et les Diamondbacks de l'Arizona en Ligue majeure de baseball entre 2008 et 2011.

## Carrière

### Cuba
Juan Miranda fait partie de l'équipe nationale de Cuba en 2001. De 2002 à 2004, il s'aligne en Serie Nacional de Béisbol avec les Vegueros de Pinar del Río.
Il tente de fuir son pays à deux reprises par radeau. En 2004, il réussit à faire défection de Cuba et se réfugie en République dominicaine, un pays dont il devient citoyen en 2005.

### Ligues mineures
Juan Miranda signe un contrat avec les Yankees de New York en 2006 de la Ligue majeure de baseball.
Évoluant en ligues mineures dans le niveau Triple-A en 2008, Miranda contribue à la victoire des Yankees de Scranton/Wilkes-Barre en finale de la Ligue internationale de baseball. Il produit six points dans une écrasante victoire de 20-2 des Yankees sur les Bulls de Durham dans le quatrième match de la finale, aidant l'équipe à remporter sa première Coupe des Gouverneurs (Governors' Cup).

### Ligues majeures
Miranda, un frappeur gaucher qui lance aussi de la gauche, joue son premier match dans les majeures le 18 septembre 2008 avec les Yankees de New York. Le 24 septembre à Toronto, il réussit son premier coup sûr au plus haut niveau contre un lanceur des Blue Jays, A. J. Burnett. En cinq parties en fin de saison avec New York, Miranda frappe quatre coups sûrs en dix pour une moyenne au bâton de ,400 avec un point produit.
Il passe les deux saisons suivantes à faire l'aller-retour entre les mineures et les majeures, le poste de premier but chez le grand club étant confié au joueur étoile Mark Teixeira. Miranda est trois en neuf en huit parties jouées pour les Yankees de New York au cours de la saison 2009, pour une moyenne au bâton de ,333 avec trois points produits. Le 2 octobre, il claque son premier coup de circuit dans les majeures, aux dépens du lanceur Dale Thayer, des Rays de Tampa Bay.
Le 18 novembre 2010, Miranda est échangé aux Diamondbacks de l'Arizona en retour d'un lanceur des ligues mineures, Scott Allen. Miranda frappe 7 circuits et produit 23 points en 65 matchs pour Arizona en 2011.
Le 6 décembre 2011, il signe un contrat des ligues mineures avec les Rays de Tampa Bay.